# غورو دوت
ممثل و منتج و مخرج و راقص هندي ولد 1925 و توفي 1964 عن 39 عاما سيطرة في فترة الخمسينات و استطاع من منافسة دليب كومار و ديف اناند و بهارات بوشان عمل بين عامي 1944-1964 و زوج غيتا دوت من 1953 إلى وفاته عمل في 16 فيلم كممثل و 8 أفلام كمخرج و 8 أفلام كمنتج رشح أفضل ممثل فلم فير 1963 و حاصل على جائزة أفضل فيلم فلم فير 1963.

## وصلات خارجية
- غورو دوت على موقع IMDb (الإنجليزية)
- غورو دوت على موقع الموسوعة البريطانية (الإنجليزية)
- غورو دوت على موقع ألو سيني (الفرنسية)
- غورو دوت على موقع أول موفي (الإنجليزية)
- غورو دوت على موقع قاعدة بيانات الفيلم (الإنجليزية)
- غورو دوت على موقع كينوبويسك (الروسية)